# Maria Hilf, Kotarče
Maria Hilf je naselje v Občini Kotarče v Okraju Šentvid ob Glini na Koroškem v Avstriji.